# NGC 5214
NGC 5214 é uma galáxia espiral (Sc) localizada na direcção da constelação de Canes Venatici. Possui uma declinação de +41° 52' 20" e uma ascensão recta de 13 horas, 32 minutos e 48,5 segundos.
A galáxia NGC 5214 foi descoberta em 9 de Abril de 1787 por William Herschel.